# متحف دوبيوك للفنون
متحف دوبوك للفنون Dubuque Museum of Art هو متحف فني يقع في دوبيوك في آيوا في الولايات المتحدة .
يشتهر المتحف بمجموعته من أعمال غرانت وود. تشمل المجموعات أكثر من 2500 عمل فني موجود في مبنى بنك ستيتسمان السابق في وسط مدينة دوبيوك.
تأسس المتحف عام 1987، وتطور من جمعية دوبيوك للفنون التي كانت تعمل بشكل متقطع منذ عام 1874. 